# Rhyolite
Pour les articles homonymes, voir Rhyolite (homonymie).
La rhyolite (ou rhyolithe) est une roche volcanique de couleur assez claire, rosée ou grise et parfois bleue. C'est une roche à structure microlitique présentant des minéraux visibles à l'œil nu : quartz, feldspaths et biotite (ce dernier étant un minéral accessoire).
La métarhyolite désigne une roche métamorphique dans laquelle le protolithe, encore reconnaissable, est une rhyolite.

## Caractéristiques
La rhyolite est l'équivalent volcanique du granite.
La rhyolite est classée dans les roches dites ignées extrusives. Sa densité est de 2,3 à 2,6.
Une rhyolite provient du refroidissement d'un magma de composition rhyolitique, riche en silice SiO2, comme le granite.
Le terme rhyolite provient du grec rheîn, couler, et lithos, pierre. Cela provient de la structure fluidale de la roche, dont l'orientation des microlites montre l'écoulement dans le liquide en refroidissement. Cela est sûrement dû à la viscosité importante du magma rhyolitique. Il existe des variétés entièrement vitreuses : obsidienne, pechstein, perlite, pyroméride.
Les rhyolites se trouvent :
- en dômes ;
- en coulées courtes et épaisses (laves visqueuses) ;
- en blocs dans les ignimbrites ;
- parfois en masses puissantes, dans les arcs insulaires.

## Gisements

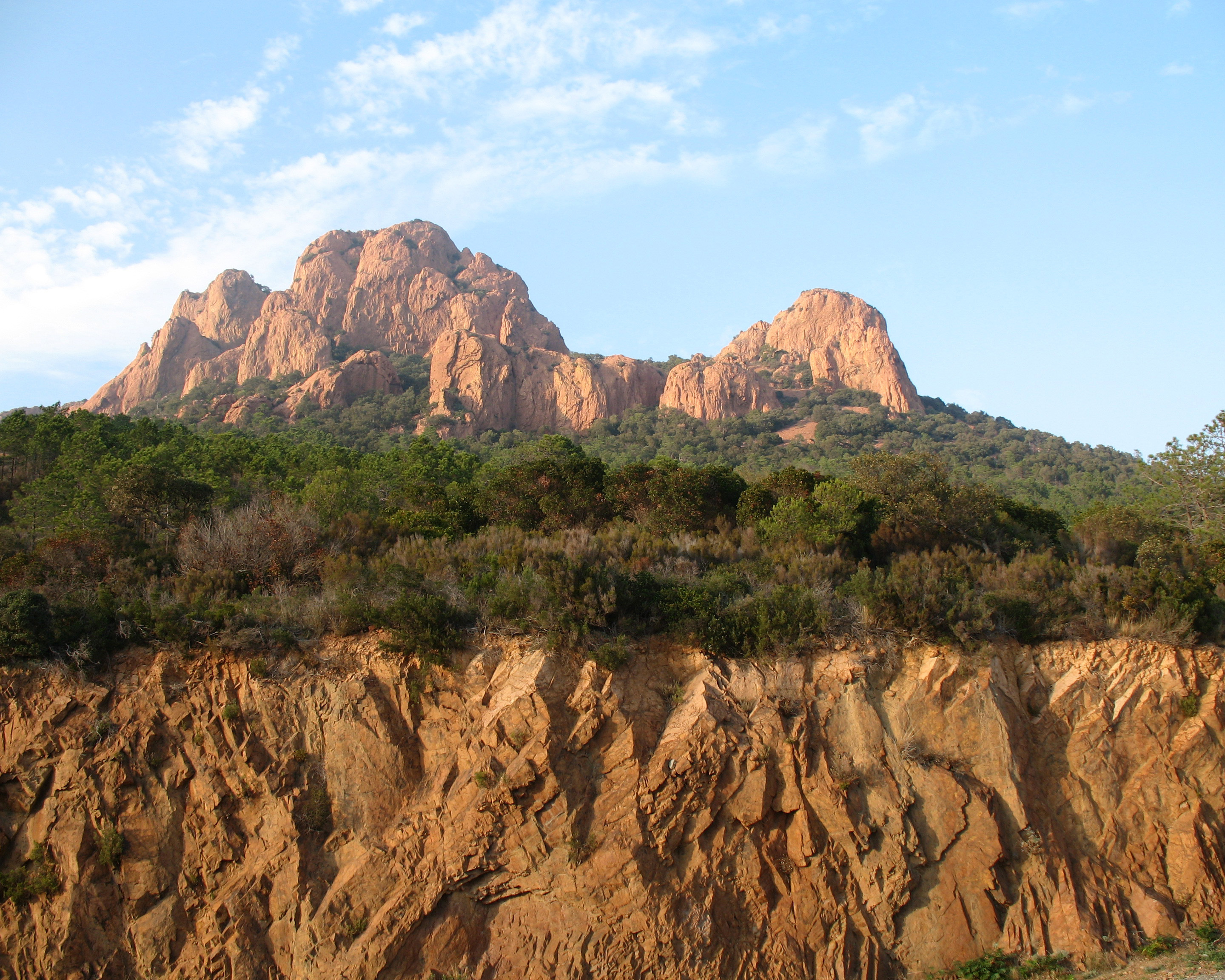
Falaise de l'Esterel, composée de rhyolite.
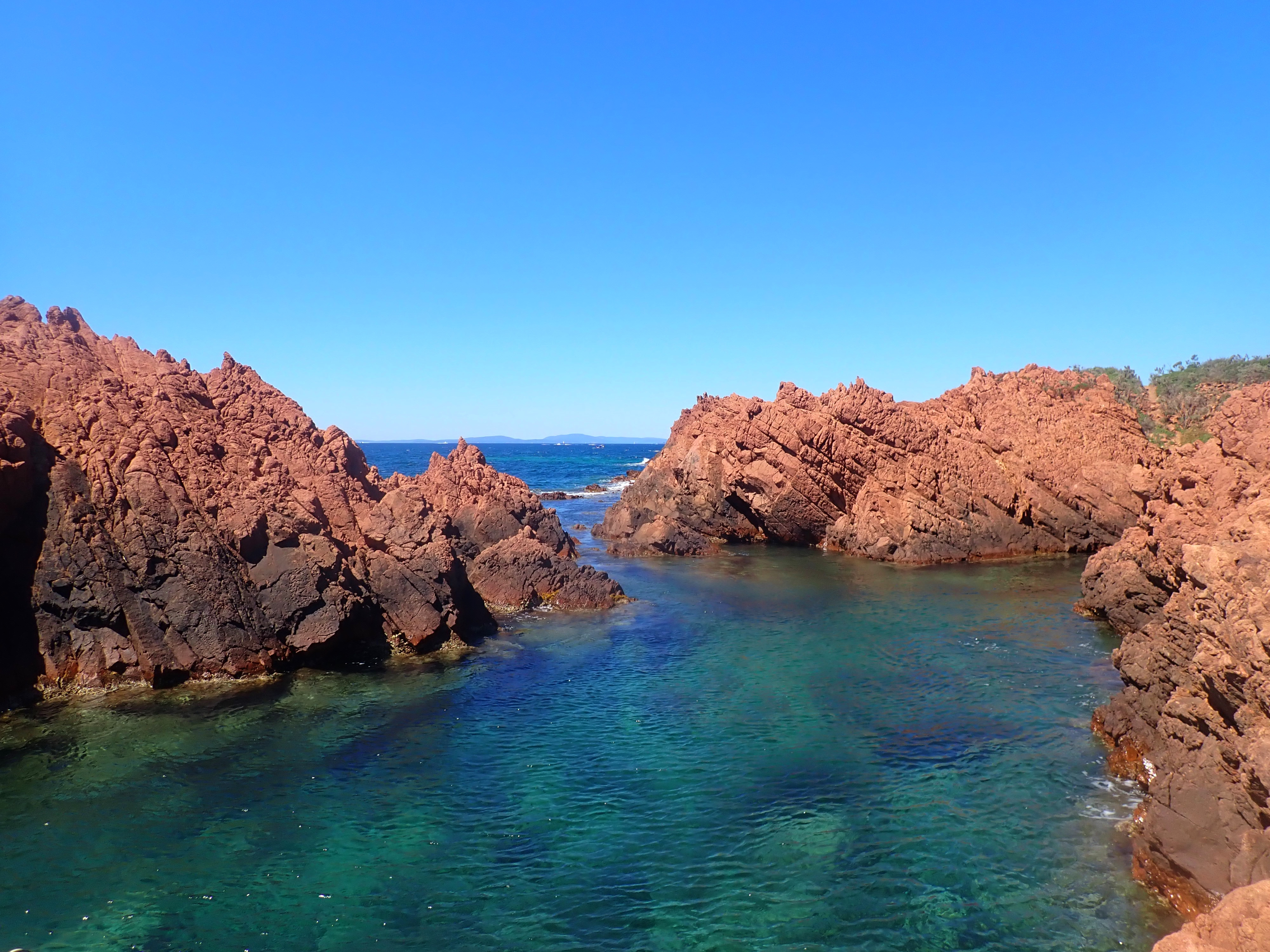
Côte de l'Esterel.
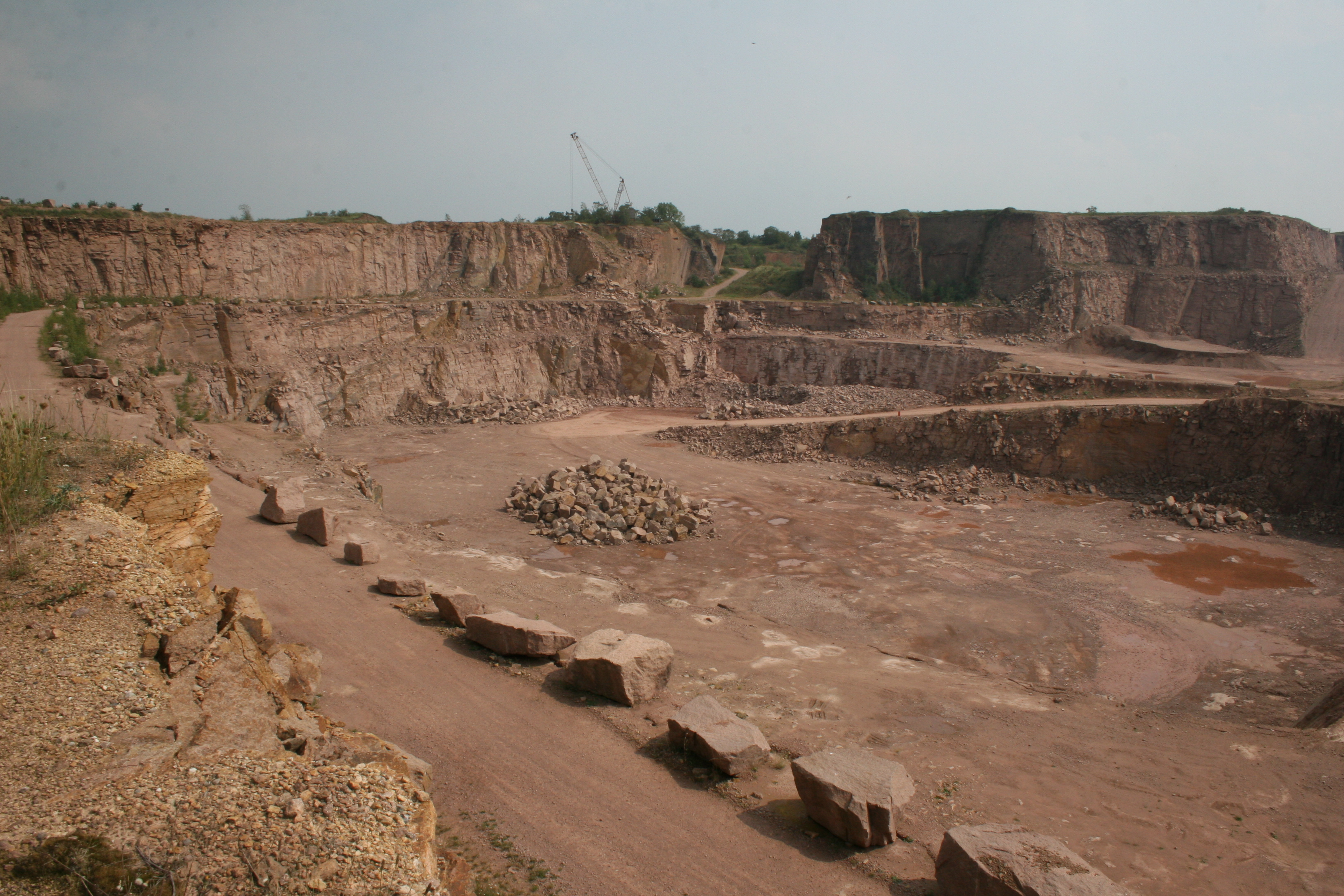
Carrière de rhyolite en Saxe-Anhalt (Allemagne).

Actuellement, les éruptions de laves rhyolitiques sont rares, en dehors de quelques régions comme l'Islande.
Des gisements sont présents en Harz, en Saxe, dans les Vosges ou dans l'Esterel.

## Utilisation
En raison de sa densité et de sa dureté, la rhyolite est utilisée en granulats, notamment pour le ballast des voies ferrées et en particulier celles à grande vitesse (résistance à l'attrition).

## Origine du magma rhyolitique
Le magma à l'origine des rhyolites se forme :
- soit à partir d'une fusion partielle de la croûte terrestre continentale (cas des rhyolites carbonifères de Montreuillon dans le Morvan) ;
- soit le plus souvent, par différenciation d'un magma basaltique (tholéitique surtout), provenant donc de la fusion partielle de la péridotite du manteau, comme c'est le cas pour les rhyolites d’Islande.

L'origine crustale ou mantellique peut être déterminée par le rapport isotopique du strontium :
- les rhyolites d'origine mantellique ont un rapport 87Sr / 86Sr  de l'ordre de 0,702 ;
- les rhyolites d'origine crustale ont un rapport 87Sr / 86Sr  supérieur, jusqu'à 0,710.